# Tony Jarrett
Anthony Alexander Jarrett, detto Tony (Londra, 13 agosto 1968), è un ex ostacolista e velocista britannico.

## Palmarès

### Mondiali
- 5 medaglie:
  - 3 argenti (Stoccarda 1993 nei 110 m ostacoli; Stoccarda 1993 nella staffetta 4×100 m; Göteborg 1995 nei 110 m ostacoli)
  - 2 bronzi (Tokyo 1991 nei 110 m ostacoli; Tokyo 1991 nella staffetta 4×100 m)

### Mondiali indoor
- 1 medaglia:
  - 1 bronzo (Barcellona 1995 nei 60 m ostacoli)

### Europei
- 2 medaglie:
  - 1 argento (Spalato 1990 nei 110 m ostacoli)
  - 1 bronzo (Helsinki 1994 nei 110 m ostacoli)

### Giochi del Commonwealth
- 3 medaglie:
  - 1 oro (Kuala Lumpur 1998 nei 110 m ostacoli)
  - 2 argenti (Auckland 1990 nei 110 m ostacoli; Victoria 1994 nei 110 m ostacoli)

## Altre competizioni internazionali
1989
- Coppa Europa di atletica leggera ( Gateshead)